# Хайнрих II (Щаде)
Вижте пояснителната страница за други личности с името Хайнрих II.
Хайнрих II (IV) фон Щаде (на немски: Heinrich II von Stade; * 1102; † 4 декември 1128) от род Удони, е граф на Щаде и маркграф на Северната марка (1115 – 1128).

## Произход и управление
Той е син на маркграф Лотар Удо III († 1106) и съпругата му Ирмгард фон Пльотцкау († 1153 или 1163), дъщеря на граф Дитрих фон Пльотцкау и съпругата му Матилда фон Валбек. Сестра му Аделхайд фон Щаде се омъжва за маркграф Хайнрих II фон Майсен и Долна Лужица.
След смъртта му баща му от 1106 до 1114 г. опекун на Хайнрих IV е чичо му Рудолф I фон Щаде († 1124). Той последва чичо си през 1114 г. като Хайнрих II маркграф на Северната марка.

## Фамилия
Хайнрих се жени за Аделхайд фон Баленщет (* 1100; † 1139) от род Аскани, дъщеря на граф Ото Богатия и съпругата му Айлика Саксонска. Тя е сестра на маркграф Албрехт Мечката. Бракът е бездетен. Тя се омъжва втори път за граф Вернер III фон Велтхайм († 1170).